# Île de São Francisco
L'île de São Francisco, située sur le littoral nord de l'État brésilien de Santa Catarina, est une des plus grandes îles de cet État.
Elle est délimitée au nord et à l'ouest par la baie de Babitonga, au sud par le canal du Linguado et à l'est par l'océan Atlantique.
Au nord-est de l'île se trouve le siège de la municipalité de São Francisco do Sul, une des villes les plus anciennes du Brésil. L'île a été découverte en 1504 par le français Binot Paulmier de Gonneville, mais son peuplement ne commença qu'un siècle plus tard lorsque les Portugais s'y installèrent. 
On compte environ 13 plages autour de l'île, dont quelques-unes font face à la pleine mer et d'autres aux eaux calmes. Parmi elles, on peut citer la praia de Itaguaçu, la praia de Ubatuba, la praia da Enseada, la praia do Molhe, la praia da Saudade, la praia do Forte, la praia Grande, la praia do Ervino et la praia dos Inglêses.
On trouve également de nombreuses petites îles sur ses côtes, tant dans la baie de Babitonga (environ 24 îles) que dans l'océan ou le canal du Linguado.